# (33911) 2000 LM11
2000 LM11 (asteroide 33911) é um asteroide da cintura principal. Possui uma excentricidade de 0.16941140 e uma inclinação de 15.35828º.
Este asteroide foi descoberto no dia 4 de junho de 2000 por LINEAR em Socorro.